# Torgiano
Torgiano è un comune italiano di 6 570 abitanti della provincia di Perugia in Umbria. È indicato come uno de I borghi più belli d'Italia.
Ha origine da un castello medievale. Di quest'ultimo non restano che poche mura diroccate e una torre. Nel XVII secolo i Baglioni vi eressero un palazzo, che la Lungarotti ha adibito a Museo del vino. Torgiano è infatti rinomata, in Italia e nel mondo, per i suoi vini DOC e DOCG.

## Geografia fisica
- Classificazione climatica: zona D, 2014 GR/G

Torgiano fa parte di:
- Città dell'olio
- Slow Food
- Città del Vino

## Monumenti e luoghi d'interesse
- Chiesa di San Bartolomeo Apostolo

## Società

### Evoluzione demografica
Abitanti censiti

## Cultura

### Musei
- Museo del vino
- Museo dell'Olivo e dell'Olio
- MACC - Museo Arte Ceramica Contemporanea (Mostra permanente Vaselle d'Autore e Collezione Nino Caruso)
- Mostra Roca Rey
- Parco delle Sculture di Brufa

### Eventi
- Gustando i Borghi (Maggio)
- I vinarelli nell'ambito dell’Agosto Torgianese
- Calici di Stelle 10 agosto
- Scultori a Brufa (Agosto)
- Versando Torgiano (Novembre)

## Amministrazione
| Periodo        | Periodo        | Primo cittadino | Partito                                                       | Carica                  | Note  |
| -------------- | -------------- | --------------- | ------------------------------------------------------------- | ----------------------- | ----- |
| 13 giugno 1985 | 12 giugno 1990 | Anna Ciuchicchi | Partito Comunista Italiano                                    | Sindaco                 | [ 7 ] |
| 13 giugno 1990 | 23 aprile 1995 | Stefano Fodra   | Partito Comunista Italiano Partito Democratico della Sinistra | Sindaco                 | [ 7 ] |
| 24 aprile 1995 | 13 giugno 1999 | Stefano Fodra   | Centro-sinistra                                               | Sindaco                 | [ 7 ] |
| 14 giugno 1999 | 13 giugno 2004 | Stefano Fodra   | Lista civica                                                  | Sindaco                 | [ 7 ] |
| 14 giugno 2004 | 7 giugno 2009  | Primo Lolli     | Centro-sinistra                                               | Sindaco                 | [ 7 ] |
| 8 giugno 2009  | 25 maggio 2014 | Marcello Nasini | Lista civica                                                  | Sindaco                 | [ 7 ] |
| 26 maggio 2014 | 9 aprile 2019  | Marcello Nasini | Per Torgiano                                                  | Sindaco                 | [ 7 ] |
| 9 aprile 2019  | 27 maggio 2019 | Claudio Faloci  |                                                               | Commissario prefettizio | [ 7 ] |
| 27 maggio 2019 | 9 giugno 2024  | Eridano Liberti | Torgiano da vivere                                            | Sindaco                 | [ 7 ] |
| 10 giugno 2024 | in carica      | Eridano Liberti | Torgiano da vivere                                            | Sindaco                 | [ 7 ] |

## Sport

### Calcio
La principale squadra di calcio della città è A.S.D. Torgiano calcio che milita nel campionato di Prima Categoria Girone C. È nata nel 1928 ed ha vinto una Coppa Italia Eccellenza Umbria.